# Молодий Шерлок Холмс
Молодий Шерлок Холмс (англ. Young Sherlock Holmes) — американський пригодницький фільм 1985 року.

## Сюжет
Молодий Шерлок Холмс вчиться у престижній школі де знайомиться з Джоном Ватсоном. Вже в той час Шерлок вражав усіх однокласників своїми дедуктивним здібностями. В цей час у Лондоні відбувається серія таємничих вбивств за допопогою отруєних дротиків. Шерлок і Джон дізнаються про змову з метою вбивства великих британських бізнесменів. Вони приступають до розслідування своєї найпершої, але неймовірно заплутаної і небезпечної справи.

## У ролях
| Актор                 | Роль                       |
| --------------------- | -------------------------- |
| Ніколас Роу           | Шерлок Холмс               |
| Алан Кокс             | Джон Ватсон                |
| Софі Ворд             | Елізабет Гарді             |
| Ентоні Гіггінс        | професор Рет               |
| Сьюзен Флітвуд        | місіс Дрібб                |
| Фредді Джонс          | Честер Крегвіч             |
| Найджел Сток          | Руперт Ваксфлаттер         |
| Роджер Ештон-Гріффітс | детектив сержант Лестрейд  |
| Ерл Роудс             | Дадлі                      |
| Брайан Аултон         | Майстер Снелгроув          |
| Патрік Ньюелл         | Бентлі Бобстер             |
| Дональд Екклс         | Преподобний Дункан Несбітт |